# Jessica Townsend
Jessica Townsend, född 18 april 1985 i Caloundra, Queensland, är en australisk författare som är känd för barnboksserien Nevermoor. Hon har vunnit flera priser och varit nominerad till New South Wales Premier's Literary Awards.